# Darius Lukminas
Darius Lukminas (Kaunas, Lituania, 9 de febrero de 1968) es un ex baloncestista lituano que medía 1,95 metros y cuya posición en la cancha era la de escolta. Consiguió 2 medallas en competiciones oficiales con la selección de Lituania

## Clubes
- 1990-1996 Žalgiris Kaunas
- 1996-1998 Avtodor Saratov
- 1998-2001  PakÂ Atomeromu
- 2001-2002 Atletas Kaunas
- 2003-2005  Basket Baku Gala
- 2005-2006 ASK Rīga
- 2006-2007 Atletas Kaunas
- 2007 Sakalai Vilnius